# MSX1
Msh homeobox 1, también conocida como MSX1, es una proteína codificada en humanos por el gen msx1.

## Función
Esta proteína pertenece a la familia de genes homeóticos de segmentación muscular, y actúa como un represor transcripcional durante el proceso de embriogénesis por medio de interacciones con componentes del complejo de transcripción y con otras homeoproteínas. También podría tener un papel en la formación del patrón límbico, en el desarrollo craneofacial, especialmente en la odontogénesis, y en la inhibición del crecimiento de tumores. Se han asociado mutaciones en este gen, inicialmente conocido como homeobox 7, con labio leporino no sindrómico con o sin paladar hendido, síndrome de Witkop, síndrome de Wolf-Hirschhorn e hipodontia autosómica dominante.

## Interacciones
La proteína MSX1 ha demostrado ser capaz de interaccionar con:
- DLX5[7]
- CREBBP[8]
- Factor de transcripción Sp1[8]
- DLX2[7]
- Proteína de unión a TATA[8][7][9]
- MSX2[7]